# Finkenmanöver im Harz

Buchfinkenwettstreit in Altenau am Kleinen Okerteich, Himmelfahrtstag 2019

Wettkampfrichter bei der Bewertung

Die Käfige sind während des Wettstreites zugedeckt und werden auf Böcke in Ohrhöhe aufgestellt.

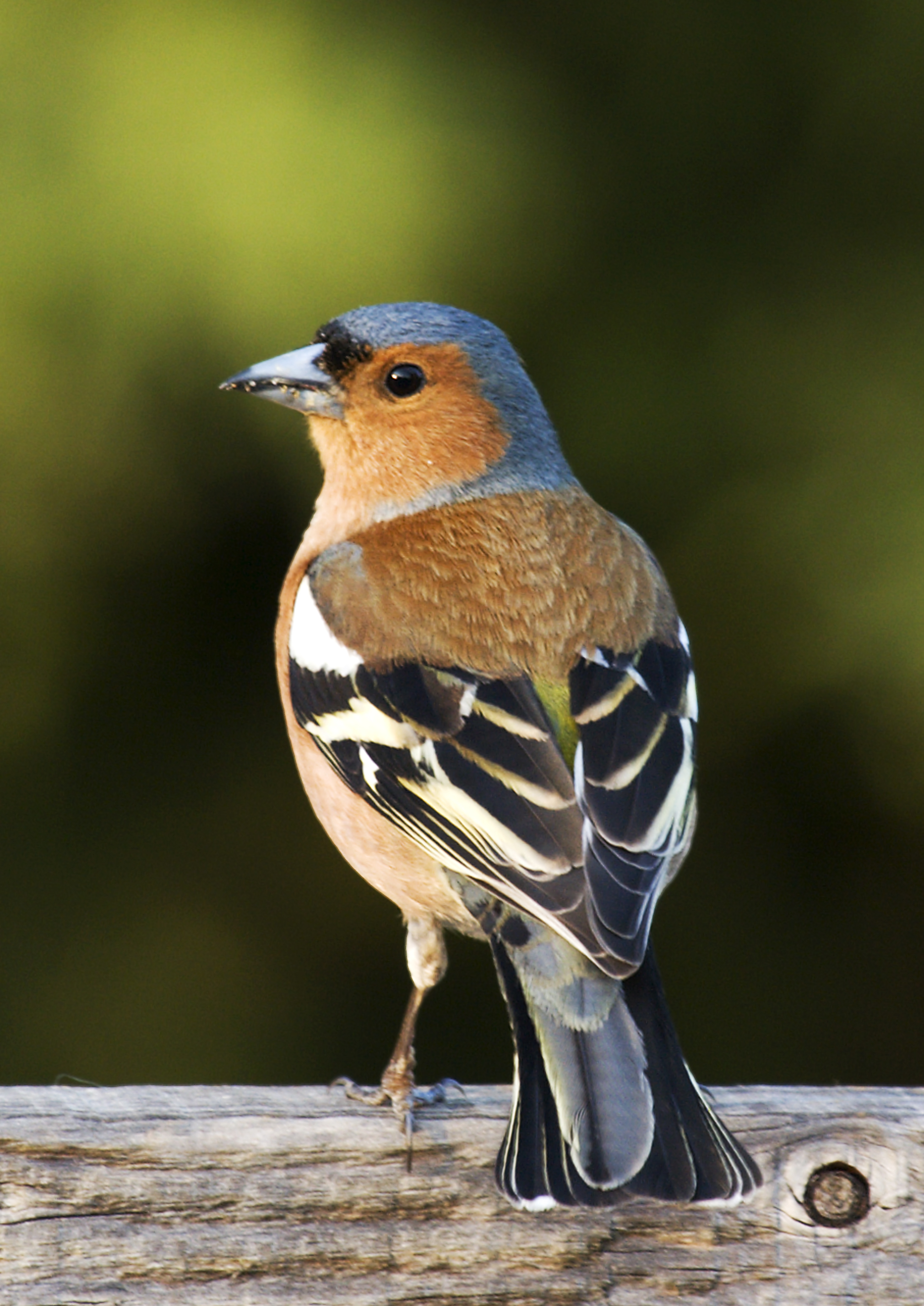
Ein männlicher Buchfink

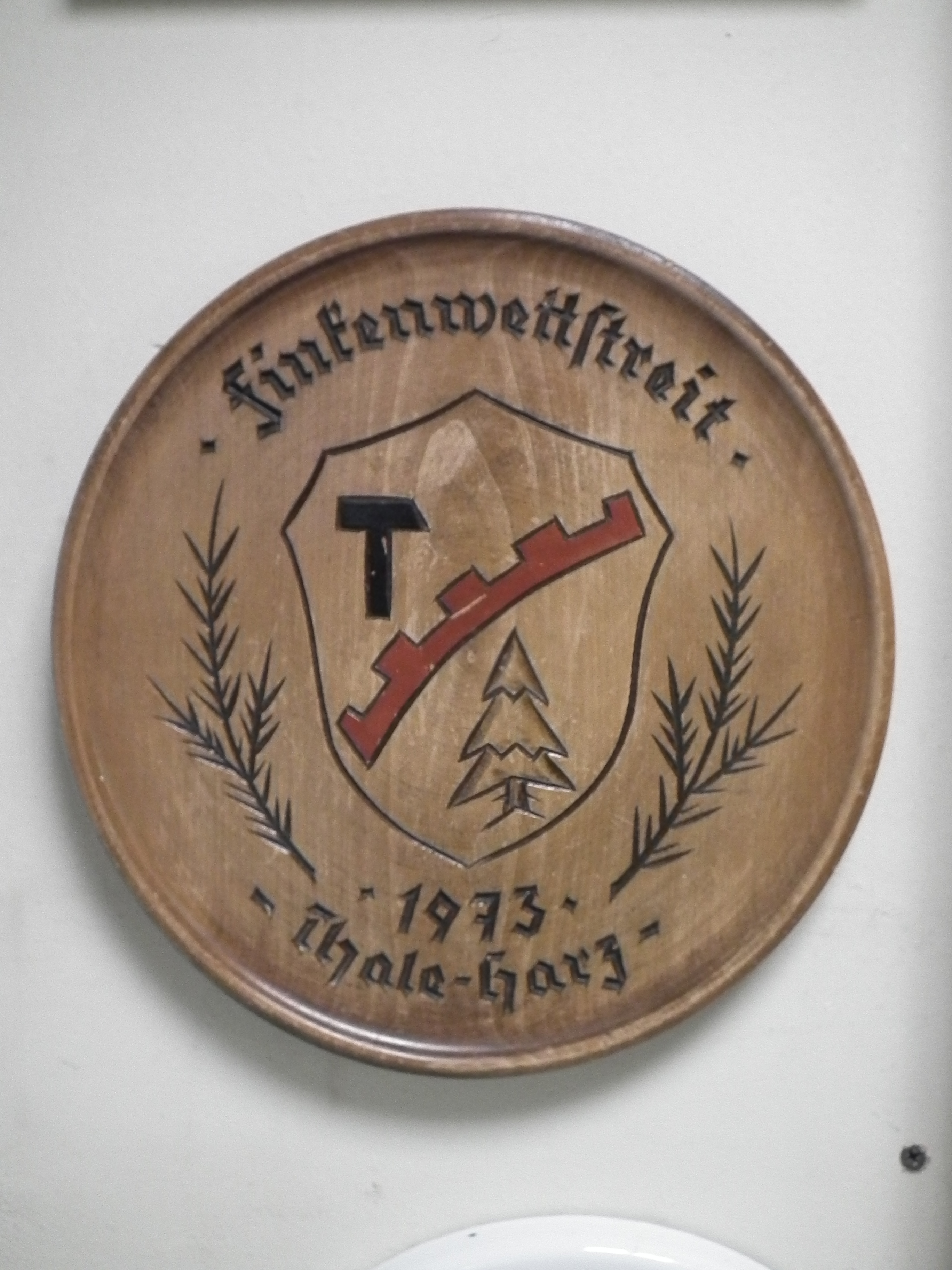
Finkenwettstreit 1973 in Thale/Harz

Das Finkenmanöver im Harz ist ein seit dem 15. Jahrhundert überliefertes Brauchtum, bei dem Buchfinken in einem Wettbewerb antreten, damit der schönste oder längste Vogelgesang prämiert werden kann. Heute findet das Finkenmanöver noch in acht Orten des Harzes statt. Es wurde 2014 von der deutschen UNESCO-Kommission als Immaterielles Kulturerbe in das Bundesweite Verzeichnis des immateriellen Kulturerbes aufgenommen.

## Geschichte
Im deutschsprachigen Raum lassen sich bis ins 15. Jahrhundert Aufzeichnungen finden, welche die Haltung, Pflege, Aufzucht und die Gesangsschulung von Finken beschreiben. Aus Thüringen gibt es Überlieferungen, dass einst äußerst gut „schlagende“ Buchfinken im Gegenwert einer Kuh gehandelt wurden. In Deutschland fand im Jahr 2008 der letzte Gesangswettbewerb von Finken außerhalb des Harzes statt. 2014 pflegten noch 50 Personen, die sich in Vereinen organisiert haben, in acht unterschiedlichen Orten des Harzes das Brauchtum. Die Orte liegen in den Bundesländern Niedersachsen und Sachsen-Anhalt. Ähnliche Wettbewerbe gibt es in Nordfrankreich, Holland und Belgien.
2011 schlossen sich die Vereinsgruppen „Südniedersachsen-Oberharz“ und „Buchfinken Ostharz“ zur „Buchfinkengilde Harz“ zusammen. In diesem Jahr fanden Wettbewerbe in Wieda, Altenau, Hasselfelde, Sankt Andreasberg, Thale, Hohegeiß, Benneckenstein und Tanne statt.
2014 wurde das Finkenmanöver von der Landesregierung Sachsen-Anhalts zur Aufnahme in die Repräsentative Liste des immateriellen Kulturerbes der Menschheit vorgeschlagen und im selben Jahr von der UNESCO aufgenommen.
Das Brauchtum, das auch während der DDR-Zeit ausgeübt wurde, fand beispielsweise in Thale bis 2003 in mindestens 135 Jahren statt.

## Training und Ablauf des Wettbewerbs
Ein Wettbewerb wird mit der Schönheitsklasse und der Kampfklasse in zwei verschiedenen Disziplinen ausgetragen, wobei in der Kampfklasse noch einmal zwischen der Starkklasse und dem Distanzsingen unterschieden wird. Nur männliche Buchfinken erkennen und erlernen Gesänge. Ausgetragen werden die Wettbewerbe in den Monaten April, Mai und Juni. In Niedersachsen sind die Wettbewerbe durch einen Erlass der Landesregierung geregelt, der Bezug nimmt auf die Statuten der Buchfinkengilde. Die Wettkampfkäfige müssen dabei 50 cm lang, 30 cm breit und 40 cm hoch sein. In Niedersachsen beginnen die Wettbewerbe um 7:30 Uhr und in Sachsen-Anhalt um 6:00 Uhr morgens. Im Wettbewerb wird das Territorialverhalten der Buchfinken genutzt, da diese durch Gesang ihr Revier verteidigen.

### Schönheitsklasse
Für das Schönheitssingen werden einem jungen Finken durch Lehrfinken oder Tonträger verschiedene vorbestimmte Gesänge vorgetragen, von denen dieser in der Regel zwei bis drei lernen kann, die er dann, solange er lebt, behält und wiederholt. Das Training ist schwierig und zeitaufwendig.
Im Wettbewerb wird dann das jeweilige Gesangsstück auf seine Vollständigkeit ohne Auslassung von Teilen der Eingangssilben, des Übergangs, des Mittelteils oder des Ausklangs bewertet. Die Sauberkeit des Gesangs und die richtige Tonlage aller Gesangsteile gehen während des vorgegebenen Zeitraums von Minuten in die Bewertung ein. Diese erfolgt anhand eines Punkteschemas, bei dem der Buchfink mit der höchsten Punktzahl gewinnt.

### Kampfklasse
Das Training für diese Klasse wird auf Freiflächen in der Natur oder im Wald während eines mehrwöchigen Zeitraums durchgeführt.
In der Unterklasse Distanzsingen werden im Wettbewerb die mit einem weißen Tuch bedeckten Käfige in einer Reihe auf einer aus Brettern erstellten 1,60 m hohen Ablage im Abstand von einem Meter abgestellt. Nach dem Startkommando werden die ausgesungenen Gesänge, die als „Finkenschlag“ bezeichnet werden, während einer halben Stunde gezählt. Gewinner ist der Besitzer des Buchfinks mit den meisten Gesängen. Dies können innerhalb der Wettkampfzeit bis zu 300 sein.
Beim Starksingen dürfen nur Tiere teilnehmen, die in den vorherigen drei Jahren gute Ergebnisse im Distanzsingen erzielt hatten, da dieses die Vögel stärker fordert. Dabei werden die Käfige im Abstand von einem Meter auf dem Boden abgestellt. Nach fünf Minuten werden Finken, die nicht mehr singen, aus dem Wettkampf genommen und scheiden aus, während die restlichen in einem engeren Kreis zusammengestellt werden. Dies wird fünfmal wiederholt, wobei der Abstand der Käfige zueinander jeweils verringert wird. Im letzten Kreis beträgt der Käfigabstand nur noch wenige Zentimeter und die voll ausgesungenen Gesänge werden gezählt. Sieger wird der Besitzer des Finken mit den meisten Gesängen. Beim Wettbewerb in Thale hatte der Sieger in verschiedenen Jahren zwischen 20 und 71 Gesänge vorgetragen.

## Kontroversen
Im MDR-Nachrichtenmagazin Exakt wurde Teilnehmern des Finkenmanövers vorgeworfen, bewusst Tiere von einem Wilderer zu kaufen. Die Vogelschutzrichtlinie untersagt das Fangen wildlebender Vögel. Die Tierschutzorganisation „Vogelschutz-Komitee“ wirft den Teilnehmern einen dauerhaften bewussten Gesetzesverstoß vor, da sich nach deren Aussage Buchfinken in Gefangenschaft nicht züchten lassen.
Von Mitgliedern der Tierrechtsbewegung wurde zwischen 1994 und 2000 versucht, verschiedene Veranstaltungen durch Lärm zu stören oder zu verhindern. Dabei wurden von den Protestierenden mehrfach polizeiliche Auflagen missachtet.